# Isakiwci
Isakiwci (ukr. Ісаківці) – wieś na Ukrainie, w obwodzie chmielnickim, w rejonie kamienieckim, w hromadzie Żwaniec, u ujścia Zbrucza do Dniestru.